# جاناتان گولد
جاناتان گولد (انگلیسی: Jonathan Gould؛ زادهٔ ۱۸ ژوئیهٔ ۱۹۶۸) یک بازیکن فوتبال است.